# Bataille de Khan Cheikhoun
Ne doit pas être confondu avec Offensive de Khan Cheikhoun.
Guerre civile syrienne
Batailles
La bataille de Khan Cheikhoun a lieu du 24 mars au 26 mai 2014 pendant la guerre civile syrienne. Elle s'achève par la prise de la ville de Khan Cheikhoun par les rebelles.

## Déroulement

Carte de l'offensive des rebelles.
Zone contrôlée par le gouvernement syrien et ses alliés
Zone contrôlée par les rebelles
Zone contrôlé par les Kurdes
Zones contrôlées par l'État islamique en Irak et au Levant

En mars 2014, les rebelles lancent plusieurs offensives dans le nord-ouest de la Syrie. Selon le colonel rebelle Afif al-Souleimane, chef du Conseil militaire d'Idleb, plusieurs offensives conjointes sont lancées dans les gouvernorats de Lattaquié, Idleb et Hama. Renforcés par leur alliance et leur victoire contre l'État islamique en Irak et au Levant, l'ensemble des groupes rebelles, y compris les djihadistes du Front al-Nosra, agissent de manière coordonnée. Après le déclenchement de la bataille de Kessab le 21 mars, l'armée syrienne retire des troupes du front d'Idleb pour le redéployer dans la région de Lattaquié. Les rebelles en profitent alors pour attaquer Khan Cheikhoun, dans le sud du gouvernorat d'Idleb. 
Parmi les groupes qui prennent part à l'attaque contre cette ville figurent notamment le Front al-Nosra,, Faylaq al-Cham, le Mouvement Hazm,, Jound al-Aqsa, le Liwa al-Umma et le Liwa al-Haq.
Le 24 mars, l'armée syrienne abandonne 15 postes de contrôle près de Khan Cheikhoun. Cette avancée des rebelles provoque également l'isolement des bases militaires de Wadi al-Deif et Hamadiyé, près de Maarat al-Nouman, au nord de Khan Cheikhoun.
Le 26 mai, après de violents combats contre les troupes loyalistes, les rebelles et les djihadistes du Front al-Nosra s'emparent du barrage de Salam, à l'ouest de Khan Cheikhoun. La Commission générale de la révolution syrienne (CGRS) annonce alors que cette position était la dernière tenue par le régime dans la zone de Khan Cheikhoun et proclame que la ville est désormais « complètement libérée ». Les rebelles bloquent aussi l'accès à l'autoroute reliant le sud du gouvernorat d'Idleb à la région de Morek, également sous leur contrôle depuis février.